# Compsomantis crassiceps
Compsomantis crassiceps es una especie de mantis de la familia Mantidae.

## Distribución geográfica
Se encuentra en Borneo y Java.